# Ronco sopra Ascona
Ronco sopra Ascona (in dialetto ticinese Ronch) è un comune svizzero di 603 abitanti del Canton Ticino, nel distretto di Locarno.

## Geografia fisica
Si trova sul Lago Maggiore, lato occidentale.

## Origini del nome
L'origine del nome "Ronco" è dovuto alle coltivazioni storiche, fra le quali erano presenti numerosi orti e vigne. Proviene di runchum in latino medio, che significa terreno appena sgomberato da rendere arabile; vigneto. Quel termine a sua volta risale dal latino runcāre: scavare, pulire, fare arabile.

## Monumenti e luoghi d'interesse

### Architetture religiose

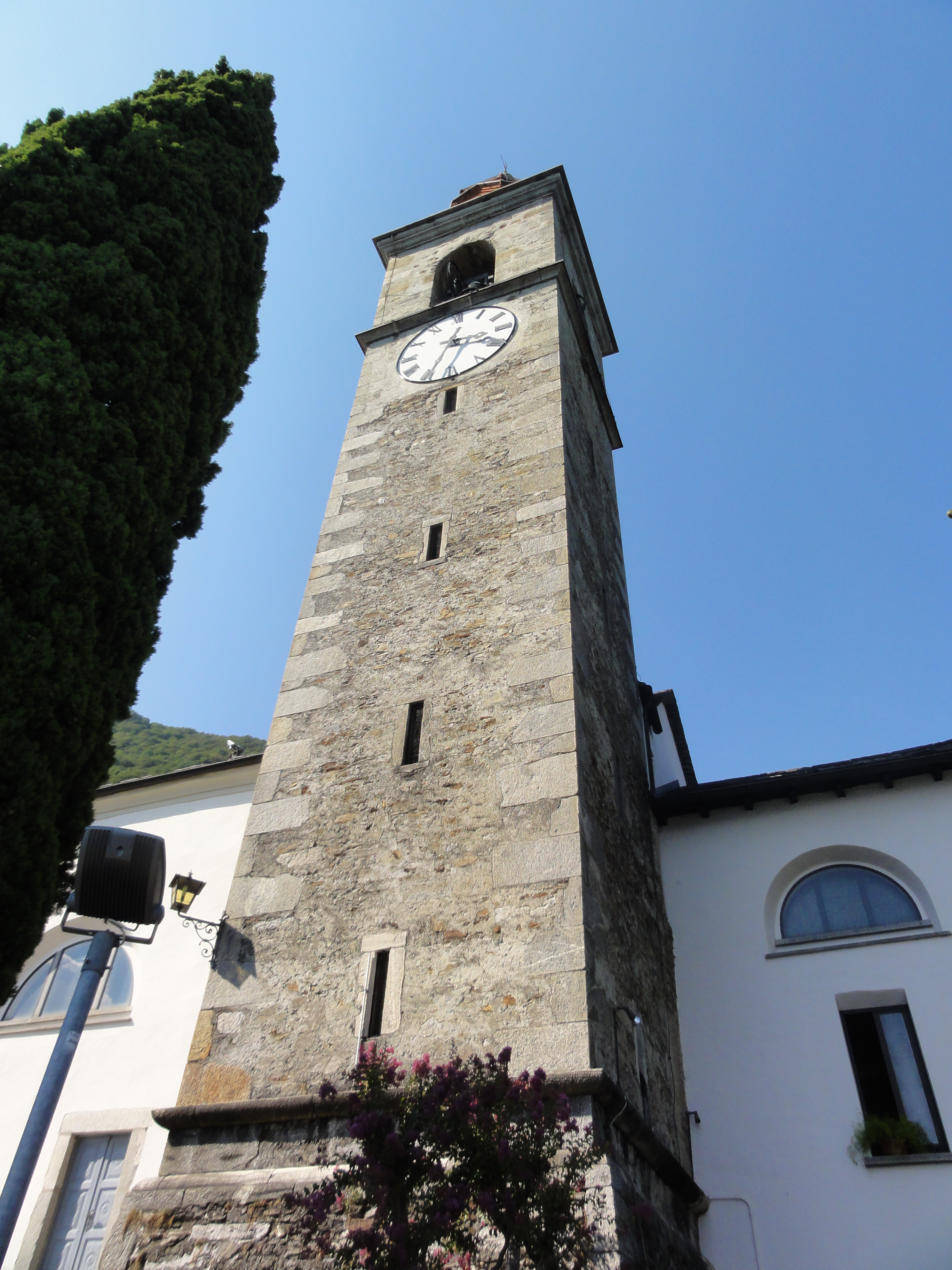
Il campanile della chiesa parrocchiale di San Martino di Tours

- Chiesa parrocchiale di San Martino di Tours, attestata dal 1498[3][4][5];
- Monastero di San Martino, sede delle suore umiliate e oggi ridimensionato a oratorio[6];
- Oratorio della Madonna delle Grazie, costruito nel 1712 in stile barocco, edificio dotato di cupola affrescata da Giuseppe Antonio Orelli;[5]
- Cappella di Santa Maria Assunta in località a Porto Ronco, di origine cinquecentesca[senza fonte];
- Oratorio della Vergine Immacolata in località a Gruppalto, forse secentesco[senza fonte];
- Oratorio della Madonna dei Pozzuoli in località sui Monti di Ronco, risalente al 1886[7] ma di origine cinquecentesca[senza fonte].

### Architetture civili
- Casa Ciseri, secentesca, rimodellata nel 1830[senza fonte]
- Casa Diener in via Pontif[8]
- Casa Hahn o Casa Fontanelle[9]
- Casa Tutsch

## Società

### Evoluzione demografica
L'evoluzione demografica è riportata nella seguente tabella:
Abitanti censiti

## Amministrazione
Ogni famiglia originaria del luogo fa parte del cosiddetto comune patriziale e ha la responsabilità della manutenzione di ogni bene ricadente all'interno dei confini del comune.